# Jintangbron
Jintangbron (kinesiska: 金塘大桥) är en snedkabelbro mellan Ningbo och ön Jintang i Östkinesiska havet i Kina. Bron är en del av motorvägen mellan ögruppen Zhoushan och det kinesiska fastlandet och var Kinas tredje längsta bro när den byggdes.
Den är, tillsammans med Xihoumenbron och tre andra broar, en del av en 48 kilometer lång fyrfilig motorväg och kostade  7,7 miljarder Yuan att bygga.

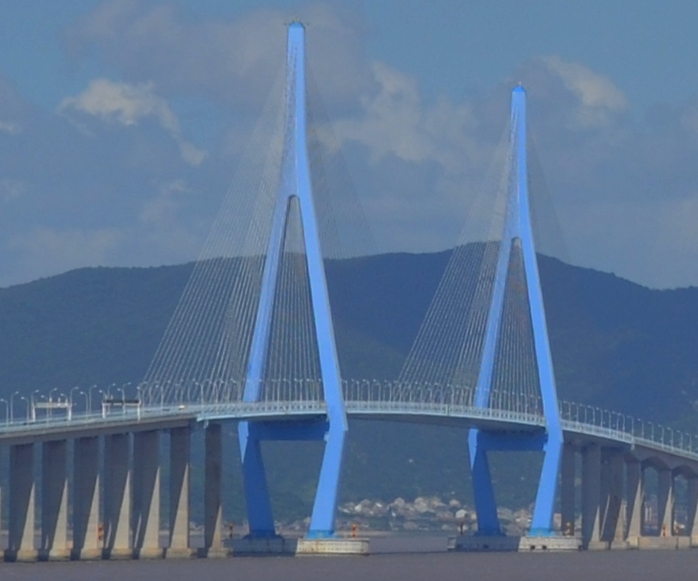
Snedkabelbron.

Hela bron är 21 209  meter lång  och består av en lågbro (balkbro) och en 1 210 meter lång snedkabelbro med ett brospann på 620 meter. Den fria segelhöjden är 44 meter vid högvatten och farleden är 544 meter bred.
I mars 2008 kolliderade ett fartyg med en del av lågbron som höll på att byggas. Ett av broelementen rasade ner på fartyget och dödade fyra besättningsmän. Olyckan försenade invigningen av bron med två månader.